# Chevy Chase

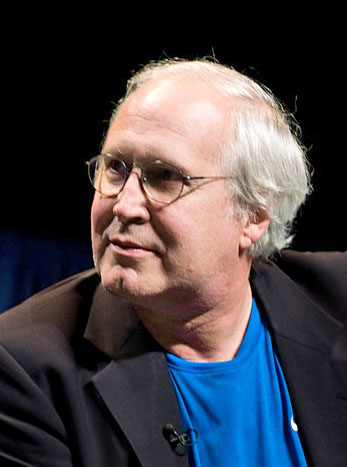
Chevy Chase (2010)

Cornelius Crane „Chevy“ Chase (* 8. Oktober 1943 in New York City, New York) ist ein US-amerikanischer Komiker und Schauspieler. International bekannt wurde er vor allem in seiner Rolle als Familienvater Clark Wilhelm Griswold in den National-Lampoon-Filmkomödien.

## Leben
Chase entstammt der amerikanischen Oberschicht; vor allem die Familie seiner Mutter gehörte bereits seit dem 17. Jahrhundert zur wohlhabenden Ostküstenaristokratie. Nach der Scheidung der Eltern blieben er und sein Bruder in der Obhut ihrer Mutter Cathalene, die die Kinder misshandelt haben soll. Der Spitzname „Chevy“ wurde ihm von seiner Großmutter gegeben, die damit auf die berühmte mittelenglische Ballad of Chevy Chase anspielte.
Er studierte am Bard College. 1967 spielte er Schlagzeug in einer Band mit Donald Fagen und Walter Becker, die 1971 Steely Dan gründeten.
Chase begann seine Comedy-Karriere als Autor für das Satiremagazin Mad und die Fernsehshow Channel One, aus der sein Filmdebüt Big Gäg – Movie Station hervorging. Bekannt wurde Chase dann als Mitglied der Comedy-Show Saturday Night Live (SNL), die 1975 erstmals in den USA ausgestrahlt wurde; ursprünglich nur als Autor engagiert, wurde er kurz vor der ersten Ausstrahlung ins Ensemble aufgenommen, erreichte rasch eine enorme Beliebtheit und prägte den Stil der Sendung entscheidend mit. Bereits 1976 verließ er die Show während der zweiten Staffel, da sein Vertrag nur auf ein Jahr begrenzt war und er durch seine stark gewachsene Popularität nun in Spielfilmen mitwirken konnte. Als sein Ersatz bei SNL wurde Bill Murray engagiert. In den folgenden Jahren kehrte Chase, ähnlich wie andere ehemalige SNL-Mitglieder, häufig als Gast zurück. Zuletzt war er 2007 in einer Ausgabe des Weekend-Updates – ein Teil der Show, der ursprünglich von ihm moderiert wurde – zu sehen.

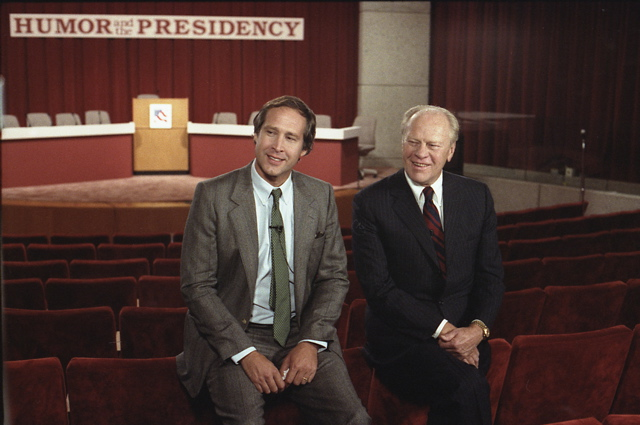
Chase (links) mit dem ehemaligen US-Präsident Gerald Ford vor der Konferenz Humor and the Presidency (1986)

Der Durchbruch als Komödiant und Schauspieler gelang ihm mit Filmen wie Wahnsinn ohne Handicap, Spione wie wir, Hilfe, die Amis kommen, Fletch – Der Troublemaker, Schöne Bescherung, Fletch – Der Tausendsassa sowie Jagd auf einen Unsichtbaren von John Carpenter. Zeitweilig war er als Nachfolger von Johnny Carson bei The Tonight Show im Gespräch; dieser hielt Chase aber für ungeeignet, da es ihm an Spontanität und Improvisationstalent fehle. Daher gab der Sender NBC schließlich Jay Leno den Vorzug. Als Chase wenig später eine eigene Late-Night-Show bei FOX erhielt, scheiterte er spektakulär, und die Sendung wurde 1993 nach nur drei Wochen abgesetzt.
Privat hatte Chase in den 1980er Jahren mit Alkohol- und Drogenproblemen zu kämpfen. Zu dieser Zeit ließ er sich auch von seiner ersten Frau Jacqueline Carlin scheiden. Zeitweilig schien er seine Probleme im Griff zu haben, wurde jedoch 1995 aufgrund von Alkohol am Steuer verurteilt. Im September 2016 vermeldeten die Medien, dass Chase erneut eine Suchtklinik aufgesucht habe. Vorher war er wegen einer Schmerzmittelabhängigkeit im renommierten Betty Ford Center behandelt worden.
Seit 1982 ist Chase mit seiner dritten Ehefrau Jayni verheiratet und hat mit ihr drei Töchter: Cydney Cathalene Chase (* 1982), Caley Leigh Chase (* 1984) und Emily Evelyn Chase (* 1988).

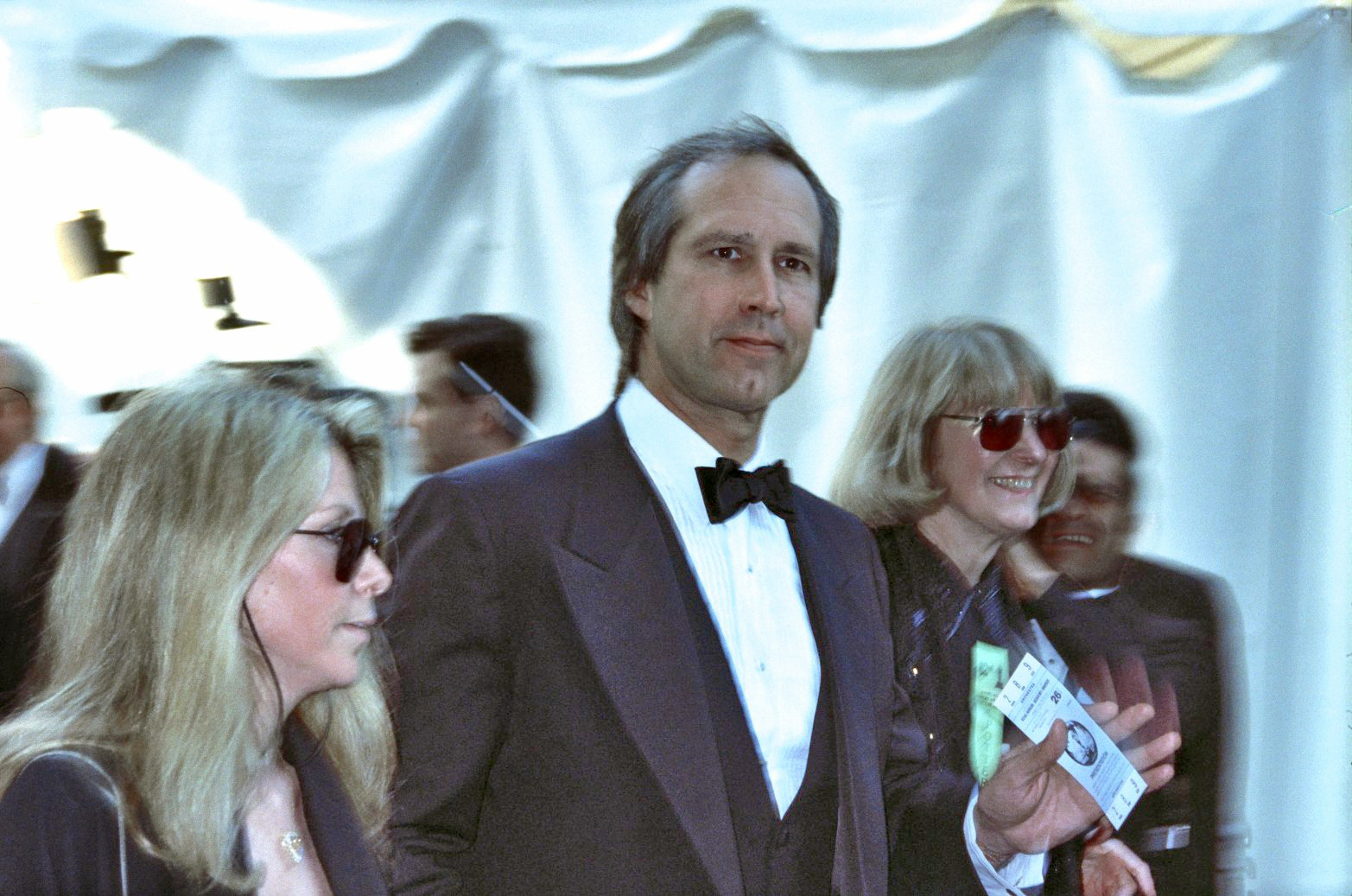
Chase bei der Oscar-Verleihung 1990

1986 hatte Chase einen Auftritt in der zweiten Fassung des Musikvideos zu Paul Simons You Can Call Me Al (erschienen auf Graceland), bei dem er lippensynchron den Gesangspart von Simon übernahm.
Chase war zweimal Moderator der Oscarverleihung (1987 und 1988), außerdem präsentierte er zweimal einen Nebenoscar (1990 und 1991).
Von 2009 bis 2013 war Chase in der Fernsehserie Community als Pierce Hawthorne, ein oft mürrischer, gealterter Großindustrieller und Millionär, zu sehen. Chase verließ die Serie mit Ende der vierten Staffel aufgrund persönlicher Konflikte mit den Machern der Serie und den übrigen Darstellern. Später machte er seine Alkohol- und Medikamentenabhängigkeit für sein Verhalten verantwortlich.

## Filmografie

### Filme
- 1968: Walk … Don’t Walk (Kurzfilm)
- 1973: National Lampoon’s Lemmings (Kurzfilm)
- 1974: Big Gäg – Movie Station (The Groove Tube)
- 1976: Tunnel Vision
- 1978: Eine ganz krumme Tour (Foul Play)
- 1980: Ein Himmelhund von einem Schnüffler (Oh! Heavenly Dog)
- 1980: Wahnsinn ohne Handicap (Caddyshack)
- 1980: Fast wie in alten Zeiten (Seems Like Old Times)
- 1981: Geheimauftrag Hollywood (Under the Rainbow)
- 1981: Schatz, du strahlst ja so! (Modern Problems)
- 1983: Die schrillen Vier auf Achse (National Lampoon’s Vacation)
- 1983: Das Bombengeschäft (Deal of the Century)
- 1985: Fletch – Der Troublemaker (Fletch)
- 1985: Hilfe, die Amis kommen (National Lampoon’s European Vacation)
- 1985: Bibos abenteuerliche Flucht (Sesame Street Presents: Follow that Bird)
- 1985: Spione wie wir (Spies Like Us)
- 1986: ¡Drei Amigos! (¡Three Amigos!)
- 1988: Der Couch-Trip (The Couch Trip)
- 1988: Funny Farm
- 1988: Caddyshack II
- 1989: Fletch – Der Tausendsassa (Fletch Lives)
- 1989: Schöne Bescherung (National Lampoon’s Christmas Vacation)
- 1991: L.A. Story
- 1991: Valkenvania – Die wunderbare Welt des Wahnsinns (Nothing But Trouble)
- 1992: Jagd auf einen Unsichtbaren (Memoirs of an Invisible Man)
- 1992: Ein ganz normaler Held (Hero)
- 1994: Cops & Robbersons – Das haut den stärksten Bullen um (Cops and Robbersons)
- 1995: (K)ein Vater gesucht (Man of the House)
- 1997: Die schrillen Vier in Las Vegas (National Lampoon’s Vegas Vacation)
- 1998: Dirty Work
- 2000: The One Arm Bandit (Kurzfilm)
- 2000: Schneefrei (Snow Day)
- 2001: Ellie Parker (Kurzfilm)
- 2002: America’s Most Terrible Things (Kurzfilm)
- 2002: Vacuums / Stealing Bess
- 2002: Nix wie raus aus Orange County (Orange County)
- 2003: Bad Meat
- 2004: Our Italian Husband (Mariti in affitto)
- 2005: Ellie Parker
- 2006: Goose on the Loose
- 2006: Funny Money
- 2006: Zoom – Akademie für Superhelden (Zoom)
- 2006: The Secret Policeman’s Ball (Fernsehfilm)
- 2007: Cutlass (Kurzfilm)
- 2009: Stay Cool – Feuer & Flamme (Stay Cool)
- 2010: Hot Tub – Der Whirlpool … ist ’ne verdammte Zeitmaschine (Hot Tub Time Machine)
- 2015: Hot Tub Time Machine 2
- 2015: Vacation – Wir sind die Griswolds (Vacation)
- 2017: The Last Movie Star
- 2019: The Last Laugh
- 2020: Come back, Mr. Dundee (The Very Excellent Mr. Dundee)

### Fernsehserien
- 1971: The Great American Dream Machine
- 1990: The Dave Thomas Comedy Show
- 1997: Die Nanny (The Nanny) (eine Folge)
- 2003: Freedom: A History of Us
- 2006: Law & Order (Folge 17x07)
- 2007: Brothers & Sisters (zwei Folgen)
- 2009: Chuck (drei Folgen)
- 2007–2009: Family Guy (zwei Folgen)
- 2009–2014: Community (83 Folgen)
- 2014: Hot in Cleveland (Folge 5x13)

### Fernsehshows
- 1975–2013: Saturday Night Live (36 Folgen)
- 1993: The Chevy Chase Show (15 Folgen)

### Musik-Videos
- 1984: Ray Parker Jr. – Ghostbusters
- 1986: Paul Simon – You Can Call Me Al

## Deutsche Synchronsprecher
Chase wurde in den deutschen Versionen seiner Filme bisher von vielen verschiedenen Sprechern synchronisiert, besonders häufig aber von Randolf Kronberg und Michael Brennicke.